# Madeleine Fauconnier
Madeleine Fauconnier, född 1725, död 1784, var en fransk journalist och tidningsredaktör.
Hon var dotter till borgaren André Louis Fauconnier och Madeleine Marguerine Gournay. Hon var verksam som skådespelare vid hertigen av Grammonts privata teater och dennas mätress 1749-1752, och därefter kurtisan. 
Mellan 1764 och 1782 utgav hon den framgångsrika parisiska tidningen Nécrologe, som 1782 inkorporerades med Journal de Paris. 